# 東部丘陵線
東部丘陵線（日语：／ Tōbu kyūryō sen */?）為連接愛知縣名古屋市名東區藤之丘站往愛知縣豐田市八草站的愛知高速交通營運的磁浮路線。暱稱為（Linimo）。

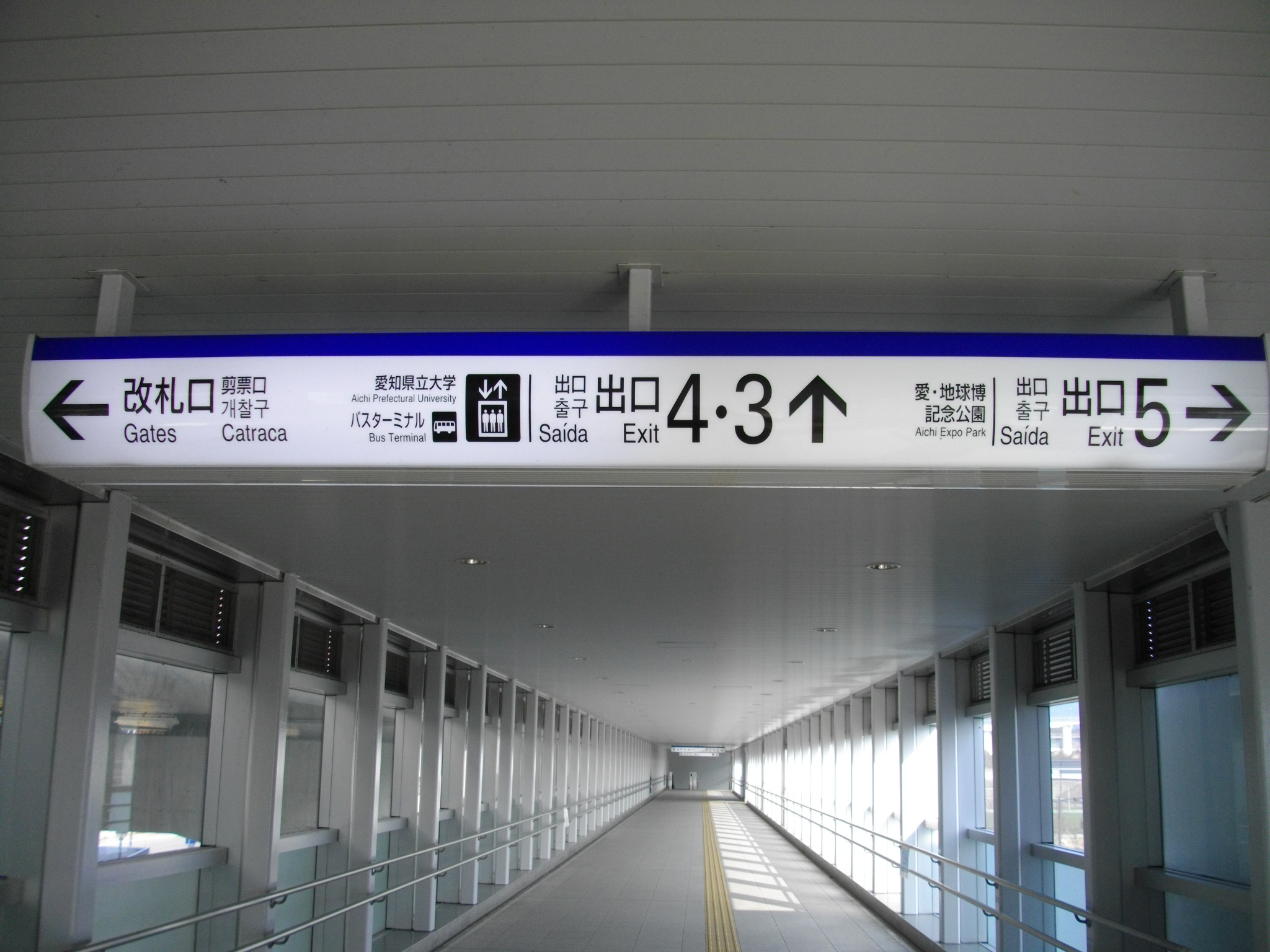
爱·地球博纪念公园站内部导视标志

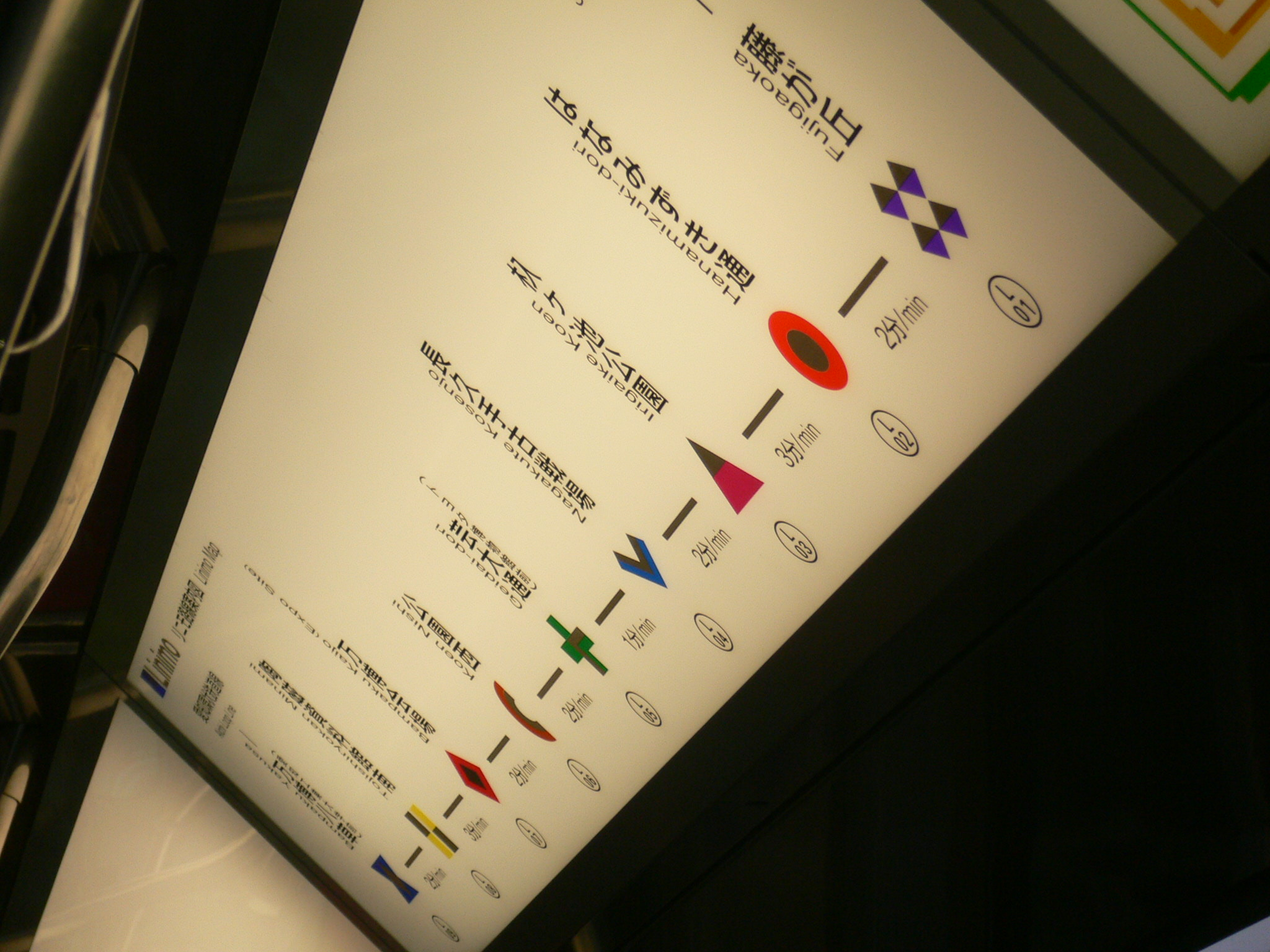
车辆内部的东部丘陵线线路图，各站均拥有独特设计的徽标

本路線大致上沿著愛知縣道6號力石名古屋線來鋪設，由藤之丘站至花水木通站月台中央之區間為地下路線，在花水木通站附近改為地面行駛，以東的區間為高架路線。
各站內所有的「剪票口」與「出口」標識中，皆有日語、英語、中文、韓文的標示。
平常雖然除了在藤之丘站、愛·地球博纪念公園站、八草站皆有站務員配置，本路線其他車站均設有站務室，在有活動舉辦等之時，會臨時加派站務員進行服務。

## 路線資料
- 路線距離（營業距離）：8.9公里（建設距離：9.15公里）
- 方式：常電導吸引型磁氣浮上式（HSST）
- 站數：9個（包括起終點站）
- 複線路段：全線
- 最高速度：約100公里/小時

## 營運型態
最高速度為時速100km。由藤之丘往八草間之所需時間約17分鐘。末班車由藤之丘於0:05出發，通往愛·地球博記念公園站。平常日及周六假日均為白天時段每隔10分鐘一班，平常日早晨尖峰時段為每隔7分鐘之運行。在年初時也會加開臨時列車。

## 歷史沿革
- 2001年（平成13年）10月3日 由鐵路法特別設定由藤之丘至八草間為磁浮鐵路。
- 2005年（平成17年）3月6日 由藤之丘至萬博八草間開始營業。由開業時即能用Tranpass票卡進出本路線各站。
- 2006年（平成18年）4月1日 將萬博會場站改名為愛·地球博記念公園站，萬博八草站改名為八草站。

## 車站列表
所有車站都位於愛知縣。
| 車站編號 | 車站標識 | 中文站名          | 日文站名 | 英文站名 | 副站名            | 站間距離 | 營業距離 | 接續路線                           | 構造 | 所在地          |
| -------- | -------- | ----------------- | -------- | -------- | ----------------- | -------- | -------- | ---------------------------------- | ---- | --------------- |
| L01      |          | 藤丘              |          |          |                   | -        | 0.0      | 名古屋市營地下鐵： 東山線（H22）   | 地下 | 名古屋市 名東區 |
| L02      |          | 花水木通          |          |          |                   | 1.4      | 1.4      |                                    | 地面 | 長久手市        |
| L03      |          | 杁池公園          |          |          |                   | 0.9      | 2.3      |                                    | 高架 | 長久手市        |
| L04      |          | 長久手古戰場      |          |          | AEON MALL長久手前 | 1.1      | 3.4      |                                    | 高架 | 長久手市        |
| L05      |          | 藝大通            |          |          | 豐田博物館前      | 1.1      | 4.5      |                                    | 高架 | 長久手市        |
| L06      |          | 公園西            |          |          |                   | 1.5      | 6.0      |                                    | 高架 | 長久手市        |
| L07      |          | 愛·地球博紀念公園 |          |          | 愛知縣立大學前    | 1.0      | 7.0      |                                    | 高架 | 長久手市        |
| L08      |          | 陶瓷資料館南      |          |          |                   | 1.0      | 8.0      |                                    | 高架 | 豐田市          |
| L09      |          | 八草              |          |          | 愛知工業大學前    | 0.9      | 8.9      | 愛知環狀鐵道：愛知環狀鐵道線（18） | 高架 | 豐田市          |

## 票價
成人票價（孩童半價・未滿10日幣以四捨五入計算）。
| 里程       | 票價（日元） |
| ---------- | ------------ |
| 起站 - 2km | 170          |
| 3 - 4      | 240          |
| 5 - 6      | 300          |
| 7 - 8      | 360          |
| 9km        | 380          |

## 优点

### 极低的运营维护成本
该磁悬浮系统由于列车车体与轨道不相接触，故而线路维修费用被控制在较低水平；又由于整个系统从售票、乘车到行车高度自动化，全线职员较少，故而运营成本较低。

### 灵活的线路布局
得益于常温超导磁悬浮优良的爬坡性能和转弯能力，爱知磁悬浮线路坡度可以大于常规的钢轮钢轨轨道交通系统，选线亦更加灵活。同时由于不存在轨道与车轮碰撞摩擦的噪音，线路得以紧贴居民区而过。

## 缺点与争议

### 客流不足
爱知磁悬浮本身仅为2005年爱知世博会所建，选线远离爱知人口稠密地带。线路原计划在世博会后服务于爱知大学城，然而由于大学城各高校招生数量低于预期，致使线路在世博会后因客流不足迅速陷入巨额亏损。为维持运营，负责线路运营的爱知高速交通（日语：愛知高速交通株式会社）推动线路公有化，并将沿线众多车站改为无人站以压缩成本，同时联系大巴企业开通车站接驳巴士达附近各景区以期吸引旅游客流。

### 与其他线路的接驳问题
由于爱知东部丘陵线采用的常温超导磁悬浮系统与JR、名古屋地铁的钢轮钢轨系统完全不兼容，无法实现列车直通运营。又因东部丘陵线和东山线在藤丘車站的换乘较为繁琐不便，导致系统与其他轨道交通系统联系不足。

## 外部連結
- 愛知高速交通